# Península de Oshima
A Península de Oshima (渡島 半島, Oshima-hantō) é a parte mais a sul da ilha de Hokkaido, a ilha mais setentrional do Japão e compreende as subprefeituras de Oshima e Hiyama.
No extremo sul a península de Oshima bifurca-se, sendo a parte a sudoeste a Península de Matsumae e a parte sudeste a Península de Kameda.